# Jan Craeynest
Jan Craeynest (Oostrozebeke, 1 maart 1858 - Sint-Michiels, 23 april 1929) was een Belgisch rooms-katholiek priester, leraar, schrijver, dichter en taalkundige.

## Levensloop
Jan Craeynest liep lagere school in Oostrozebeke en vervolgde met de humaniora aan het Sint-Jozefscollege in Tielt. Hij kwam er in de ban van de Blauwvoeterie, die uit Roeselare was overgewaaid. In de poësis werd hij lid van de in 1875 opgerichte afdeling van het Davidsfonds in Tielt.
Tijdens zijn jaren aan het seminarie, in Roeselare en in Brugge (1877-1881), vond hij gelijkgezinden onder de seminaristen. In de jaren 1881-1883 studeerde hij aan de Katholieke Universiteit Leuven en promoveerde tot licentiaat in de filologische wetenschappen. In augustus 1882 werd hij tot priester gewijd. 
In september 1883 werd hij retoricaleraar in het Sint-Lodewijkscollege van Brugge. Hij bleef er leraar tot 12 augustus 1892. Hij werd toen leraar in het Franstalige college van Moeskroen. In 1900 werd hij aalmoezenier van de gevangenis in Brugge. In 1904 werd hij pastoor op de parochie van Sint-Michiels bij Brugge.

## De schrijver en taalgeleerde
Craeynest publiceerde als jonge priester artikels in De Vlaamsche Vlagge (onder de schuilnaam 'Craye') en in Rond den Heerd. 
In 1886-1887 was hij betrokken bij de oprichting van het tijdschrift Het Belfort, waarin hij taalkundige bijdragen publiceerde. Tegelijk behoorde hij ook tot de initiatiefnemers voor de Dietsche Biehalle en werd belast met het opstellen van een algemeen werkingsplan. De vereniging kwam niet van de grond.
Craeynest nam in 1887 deel aan de eerste literaire prijsvraag van de Koninklijke Academie voor Nederlandse Taal en Letteren, die betrekking had op het opstellen van een alfabetische lijst van bastaardwoorden. Gezelle hielp hem hierbij. In december 1887 werd Craeynest, samen met Jan Broeckaert uit Wetteren, als laureaat bekroond.
Ondertussen was hij, onder impuls van Guido Gezelle, aan de voorbereidingen begonnen om de doelstellingen van de niet van de grond gekomen Dietsche Biehalle te realiseren, al was het maar gedeeltelijk. Dit resulteerde in de stichting van het tijdschrift Biekorf, dat begin 1890 het levenslicht zag. Hij werd er korte tijd (hoofd)redacteur van en bleef nadien een ijverige medewerker die heel wat artikels leverde.

## Craeynest en Gezelle
In het voetspoor tredend van Gezelle, interesseerde Craeynest zich zeer voor Vlaamse woorden en uitdrukkingen. Ook al was hij het niet altijd eens met Gezelle, werkte hij toch actief mee aan zijn taalkundig tijdschrift Loquela. Hij zou ook na de dood van Gezelle aan diens werk op dit gebied verdere ruchtbaarheid en uitstraling bezorgen.
Vanaf 1898 hielp Craeynest Gezelle bij de vertaling uit het Latijn van bisschop Gustavus Josephus Waffelaerts Goddelijke Beschouwingen. In 1900 volgde zijn benoeming in de sinecure van gevangenisaalmoezenier, zodat hij verder aan die vertaling kon werken. Hij zette zich aan het werk maar de vertaling bleef niettemin onvoltooid.
Craeynest trad ook in het voetspoor van Gezelle, op een bescheiden wijze, door het schrijven van gelegenheidsgedichten.

## Publicaties
- Nog een woord over Zich, in: Het Belfort, 1886.
- Af, in: Het Belfort, 1887.
- Daar.....af, in: Het Belfort, 1888.
- Daar af - van wien, in: Het Belfort, 1888.
- Af den Boom, in: 1889.
- Wansprekendheid, in: Biekorf, 1890.
- Verdietschinge en Verdietschingen, in: Biekorf, 1890.
- Aan den achtbaren Heere J.-B. Hoste, wanneer hij, sedert 35 jaar Onderwijzer zijnde tot Oost-Roosbeke, van wege Zijne Hoogmogendheid den Koning der Belgen het eerekruis ontvangen hadde (...), in:  Biekorf, 1890.
- Het kwamen drie ruiters geloopen, in: Biekorf, 1890.
- Stêe- strate- en dagmerken, in: Biekorf, 1890.
- Voetbrugge, in: Biekorf, 1890.
- Wenken en vragen, in: Het Belfort, 1891.
- Spreektaal en Schrijftaal in het Nederlandsch, door J.W. Muller, in: Biekorf, 1891.
- Kwaadkeuren, in: Biekorf, 1891.
- Mingelmaren, in: Biekorf, 1891.
- Kennen en Kunnen is twee, in: Biekorf, 1891.
- Hoe het woord ‘prins’ verdietscht?, in: Biekorf, 1891.
- Hernisse - Lampernisse, in: Biekorf, 1891.
- Aloys, in: Biekorf, 1891.
- Hoe de maanden genoemd?, in: Biekorf, 1892.
- Hoe de maanden genoemd?, in: Biekorf, 1892.
- Hoe zegt gij ‘Gendarme’ in onze tale?', in: Biekorf, 1892.
- Hoe dient onze tale te heeten?, in: Biekorf, 1893 & 1894.
- (samen met Jan van Droogenbroeck en Guido Gezelle), Mingelmaren, in: Biekorf, 1894.
- (samen met Julien Claerhout), Mingelmaren, in: Biekorf, 1894.
- Wansprekendheid, in: Biekorf, 1895.
- Aan Maria Lootens. Op den blijden dag harer Eerste Communie, den 24sten in Lentemaand 1896, in:  Biekorf, 1896.
- Aan Maurits Lootens. Op den blijden dag zijner Eerste Communie den 5den in Grasmaand 1892, in: Biekorf, 1896.
- Aan Joseph Lootens. Op den blijden dag zijner Eerste Communie, den 13sten in Lentemaand 1894, in: Biekorf, 1896.
- Twee Levensverhalen over Idesbald van der Gracht, in: Biekorf, 1896.
- Onbeholpen taal, in:  Het Belfort, 1898.
- De Stroom, in: Biekorf, 1898.
- Eigennamen in de Aardrijkskunde, in: Biekorf, 1899.
- Mingelmaren, in: Biekorf, 1899.
- Mingelmaren, in: Biekorf, 1900.
- Mengelmaren, in: Biekorf, 1901.
- Het volk in West-Vlaanderen, in: Biekorf, 1901.
- Geesten, in: Dietsche Warande en Belfort, 1902.
- Zij en Ze, in: Biekorf, 1903.
- Woordkunst van Guido Gezelle, in: Biekorf, 1903.
- Het Bindstreepje bij de jongeren, in: Biekorf, 1904.
- Woordkunst van Guido Gezelle, Brugge, 1904.
- Loquela: bloemlezing, met alfabetische ordening door pater Hyacinthus, karmeliet en Caesar Gezelle, Amsterdam, 1907.
- Mengelmaren, in: Biekorf, 1907.
- Mengelmaren, in: Biekorf, 1914-1919.
- Mengelmaren, in: Biekorf, 1930.